# Duwat
Le roi Duwat est un personnage légendaire du peuple Shilluk, une ethnie africaine du nord-est du Soudan du Sud. Après la disparition de son père, le roi Okwa de Kerau (un pays imaginaire vaguement situé dans la région des grands lacs africains), il est élu en tant que successeur. Son demi-frère Nyikang se dispute avec lui et quitte le pays avec ses partisans pour finalement fonder le royaume Shilluk sur la rive occidentale du Nil Blanc dans les environs de Panyikang.

« Nyikang est le fils de Okwa et son frère est Duwat. En ce temps-là, le pays des Shilluks était Turo ; ils vivaient dans cet endroit. Mais Nyikang se mit en colère contre Duwat. Nyikang avait un fils dont le nom était Dak et le fils de Duwat était Dimo. Dak se querella avec Dimo au sujet des veaux de Nyikang, les veaux avaient mangé du millet, le millet de Duwat. Alors Dimo frappa les veaux. À la suite de cela, Nyikang se mit en colère contre Duwat. Nyikang décida de partir au loin. Il dit: "Duwat, tu vas rester ici ! Moi, je m'en vais !" Et Nyikang s'en alla, marchant au loin. Duwat se mit à le poursuivre en courant et en disant: "Nyikang, arrêtes-toi !" Mais Nyikang refusa. Duwat cria encore: "Nyikang, regarde derrière toi". Et Nyikang regarda derrière lui et Duwat lui jeta un bâton à fouir, en disant: "Prend ce bâton et enterre ton peuple avec !" Nyikang arriva dans l'actuel pays des Shilluks, qui devint le pays de Nyikang et de ses deux fils Dak et Cal. (...) »

— Diedrich Westermann, La querelle de Nyikang avec Duwat, 1912.

## Sources
- (de) Wilhelm Hofmayr, Die Schilluk : Geschichte, Religion und Leben eines Nilotenn-Stammes, Sankt Gabriel, Mödling bei Wien, Anthropos (revue), 1925, 521 p.

- (en) Diedrich Westermann, The Shilluk People, Their Language and Folklore, Berlin, 1912, 312 p.